# Stiftungsgeschäft
Das Stiftungsgeschäft ist in der Bundesrepublik Deutschland neben der Anerkennung durch die zuständige Stiftungsbehörde Voraussetzung für die Errichtung einer rechtsfähigen Stiftung des bürgerlichen Rechts.
Das Stiftungsgeschäft stellt eine schriftlich festgehaltene, verbindliche Willenserklärung des Stifters dar, in dem er ein Vermögen einem in der Satzung der Stiftung festgelegten Stiftungszweck widmet. Sollte das Stiftungsgeschäft zum Beispiel durch ein Testament erst nach dem Tod des Stifters zustande kommen, wird die Rechtsfähigkeit bei mangelnden oder unvollständigen Erfordernissen durch die Stiftungsbehörde im Sinne und nach dem Willen des Stifters hergestellt.
Ein Widerruf eines Stiftungsgeschäftes kann durch den Stifter bis zum Zeitpunkt der Anerkennung der Stiftung erfolgen. Damit dem Willen eines verstorbenen Stifters Genüge getan wird, ist seinen Erben hingegen bereits ab der Antragsstellung der Anerkennung ein Widerruf verwehrt.